# Fermi Gamma-ray Space Telescope

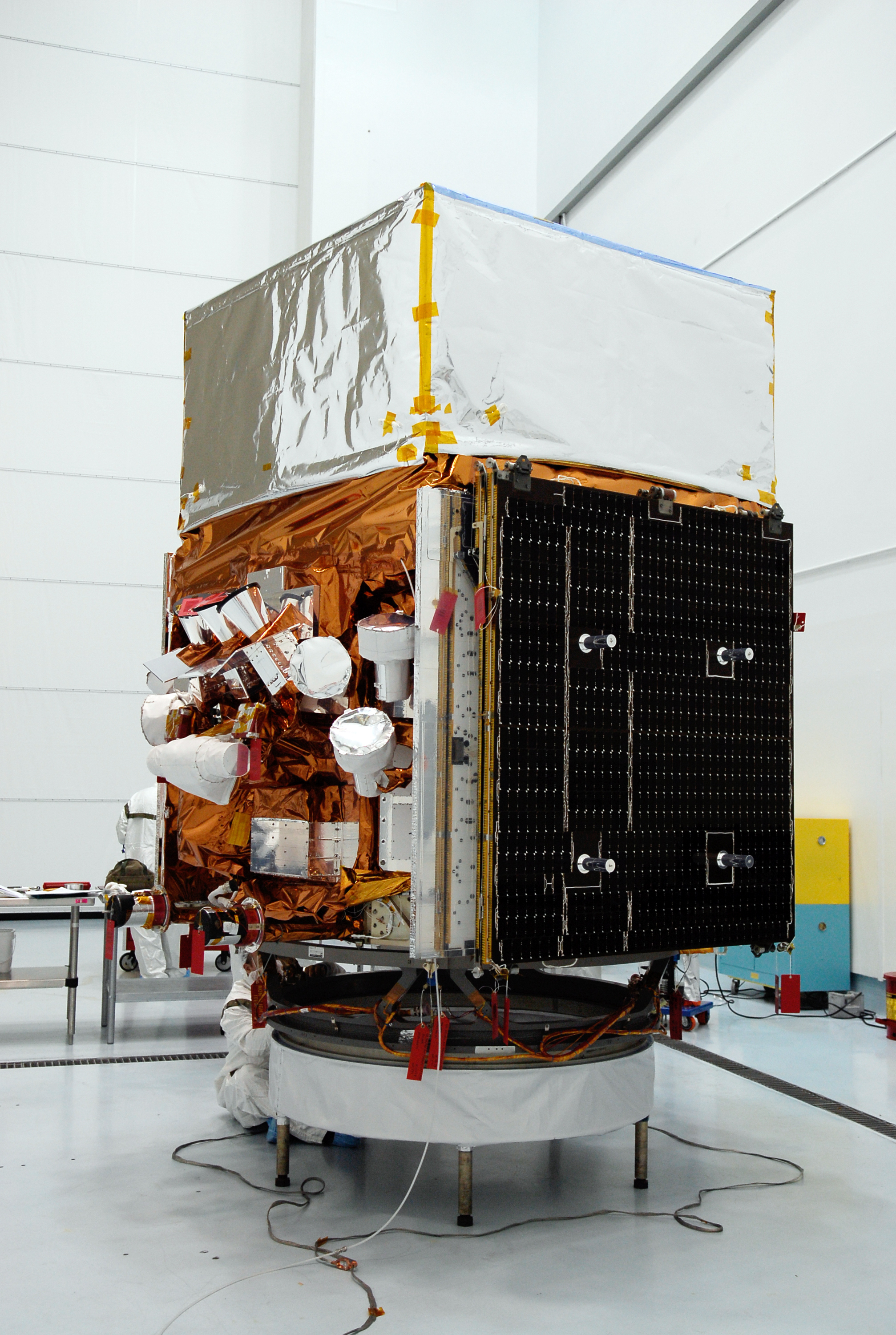
Fermi Gamma-ray Space Telescope

El Fermi Gamma-ray Space Telescope (FGST), anteriormen anomenat GLAST (Gamma-ray Large Area Space Telescope) és un telescopi en òrbita terrestre de 550 km d'alçada. Va ser llançat pel coet Delta 7920-H l'11 de juny de 2008. Aquest observatori de la banda més energètica de l'espectre electromagnètic, els raigs gamma, tindria la precisió necessària per comprovar els càlculs dels estudiosos de la gravetat quàntica de bucles. El "Gamma-ray Large Area Telescope" (GLAST) és una missió de la NASA amb data de llançament al juny de 2008. GLAST explorarà el rang d'energies des de ~30 MeV a ~100 GeV amb un 10% de resolució. Rodolfo Gambini, de la Universidad de la República (Uruguai), Jorge Pullin, de la Universitat estatal de Louisiana i d'altres. Segons aquests càlculs els fotons de diferent energies podrien viatjar a diferent velocitat.
Aquesta verificació només es pot fer amb els raigs gamma, calen fotons d'energies molt elevades perquè la magnitud d'aquests efectes és proporcional al quocient entre la longitud de Planck i la longitud d'ona.
La primera detecció en ferm de raigs gamma celestials va obtenir-se amb el satèl·lit Orbiting Solar Observatory (OSO-3, la darrera transmissió del qual va tenir lloc el 10 de novembre de 1969), quan es va descobrir que el pla de la galàxia era una font de fotons amb energies E>70 MeV. Estudis amb una major resolució angular van ser duts a terme pel satèl·lit SAS-2, llançat el 1972, que va revelar una font de raigs gamma al púlsar Vela, i confirmà l'emissió d'alta energia provinent de la nebulosa del cranc, Crab. Finalment, la llarga vida del satèl·lit de l'ESA COS-B (1975-1982) produí un notable avenç: per primera vegada es detectaren un nombre significatiu de fonts que no podien identificar-se amb objectes coneguts a altres freqüències. El difícil problema d'entendre allò que origina les fonts de raigs gamma, i particularment aquelles que romanen encara sense identificar, és a dir, sense una contrapartida coneguda a una altra freqüència, es perllongaria i empitjoraria des de llavors.
El successor de COS-B fou el satèl·lit Compton de raigs gamma, el qual contenia una sèrie d'instruments per detectar fotons amb energies en el rang de les desenes de keV a GeV. Un significatiu esforç europeu emmarcà també aquest satèl·lit. La figura superior mostra el darrer mapa obtingut amb EGRET (Energetic gamma-ray Telescope), incloent-hi les fonts contingudes en el seu tercer i últim catàleg. El tercer catàleg EGRET conté 271 deteccions d'elevada significació, incloent 5 púlsars, 1 erupció solar, ~70 blazars, 1 ràdiogalaxia (Cen A), 1 galàxia normal (LMC), i ~200 fonts no identificades (2/3 de totes les deteccions!), assenyalades amb punts verds.

## Instrumental

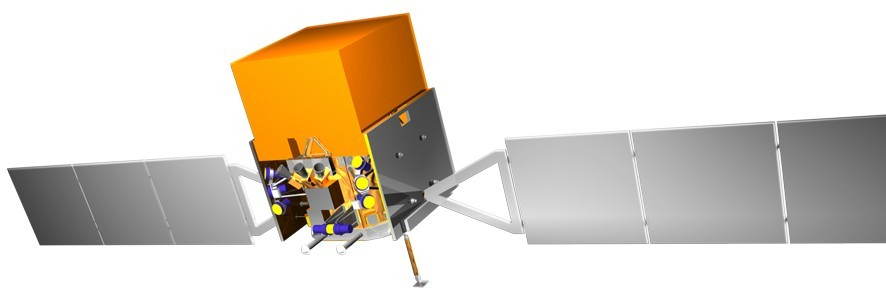
Artist's conception of Fermi in orbit

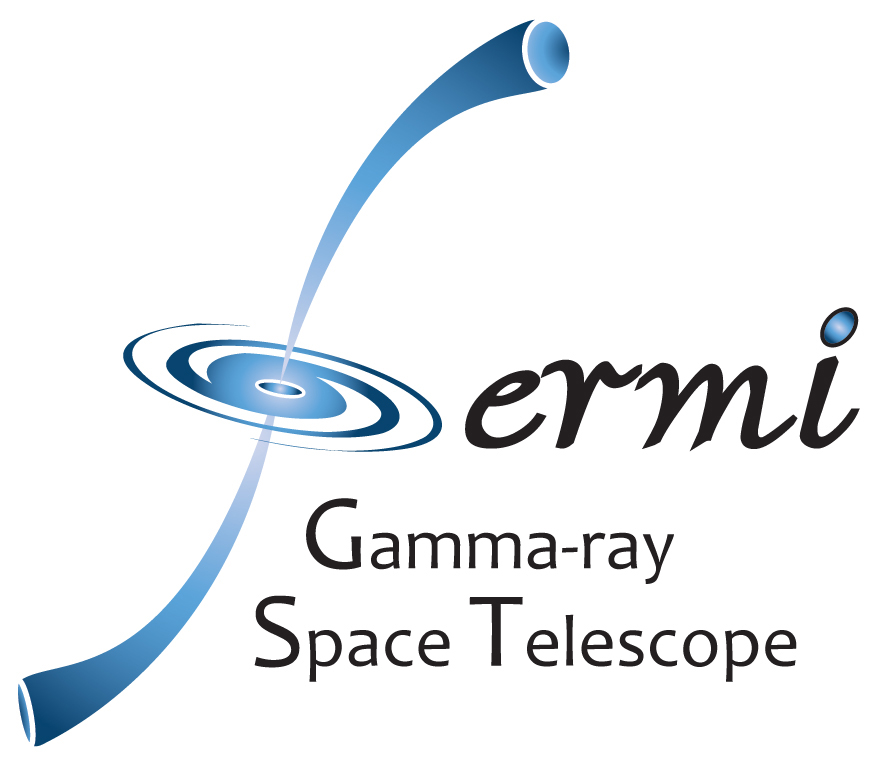
Fermi G.S.T. logo

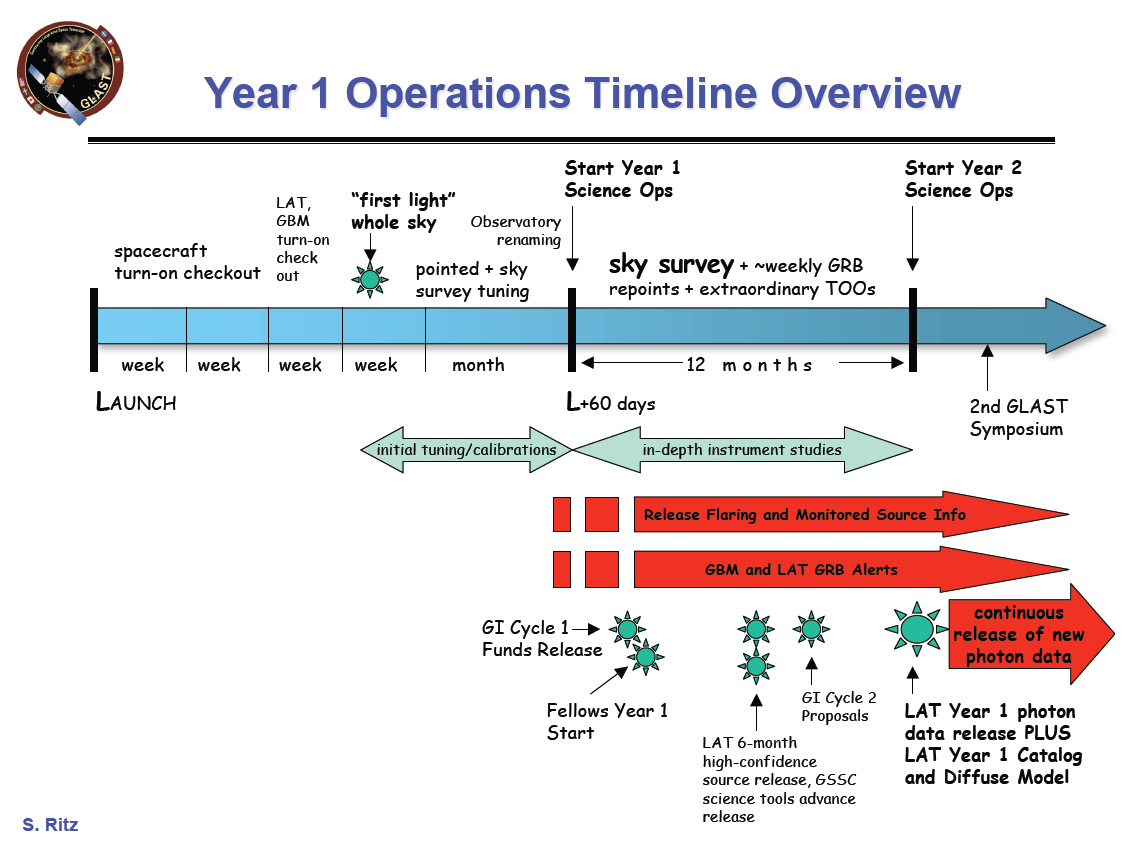
Anticipated operations timeline.

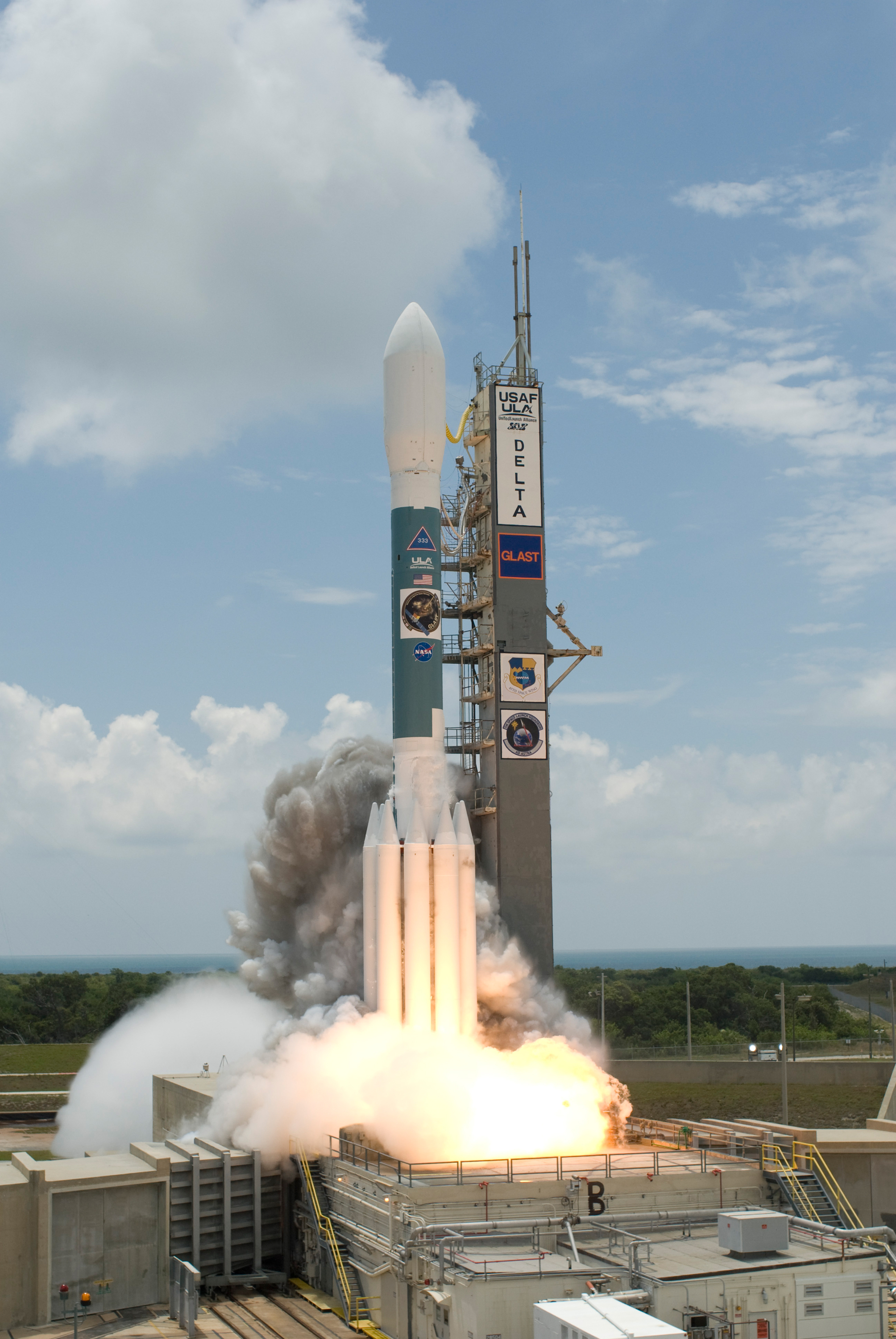
GLAST launch aboard a Delta II rocket, 11 June 2008.

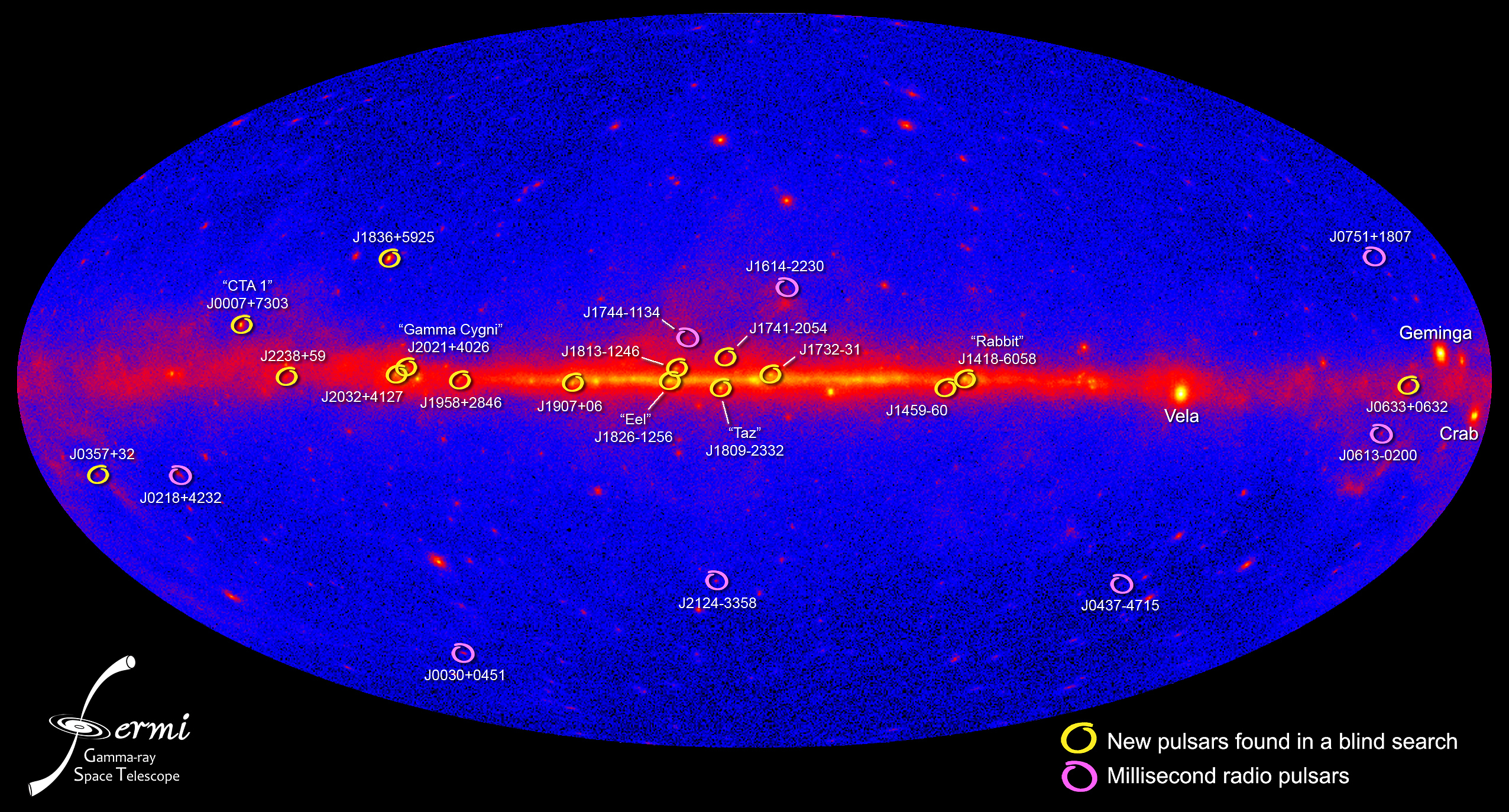
Gamma-ray pulsars detected by the Fermi Gamma-ray Space Telescope.

Cycle of pulsed gamma rays from the Vela pulsar. Constructed from photons detected by Fermi's Large Area Telescope.

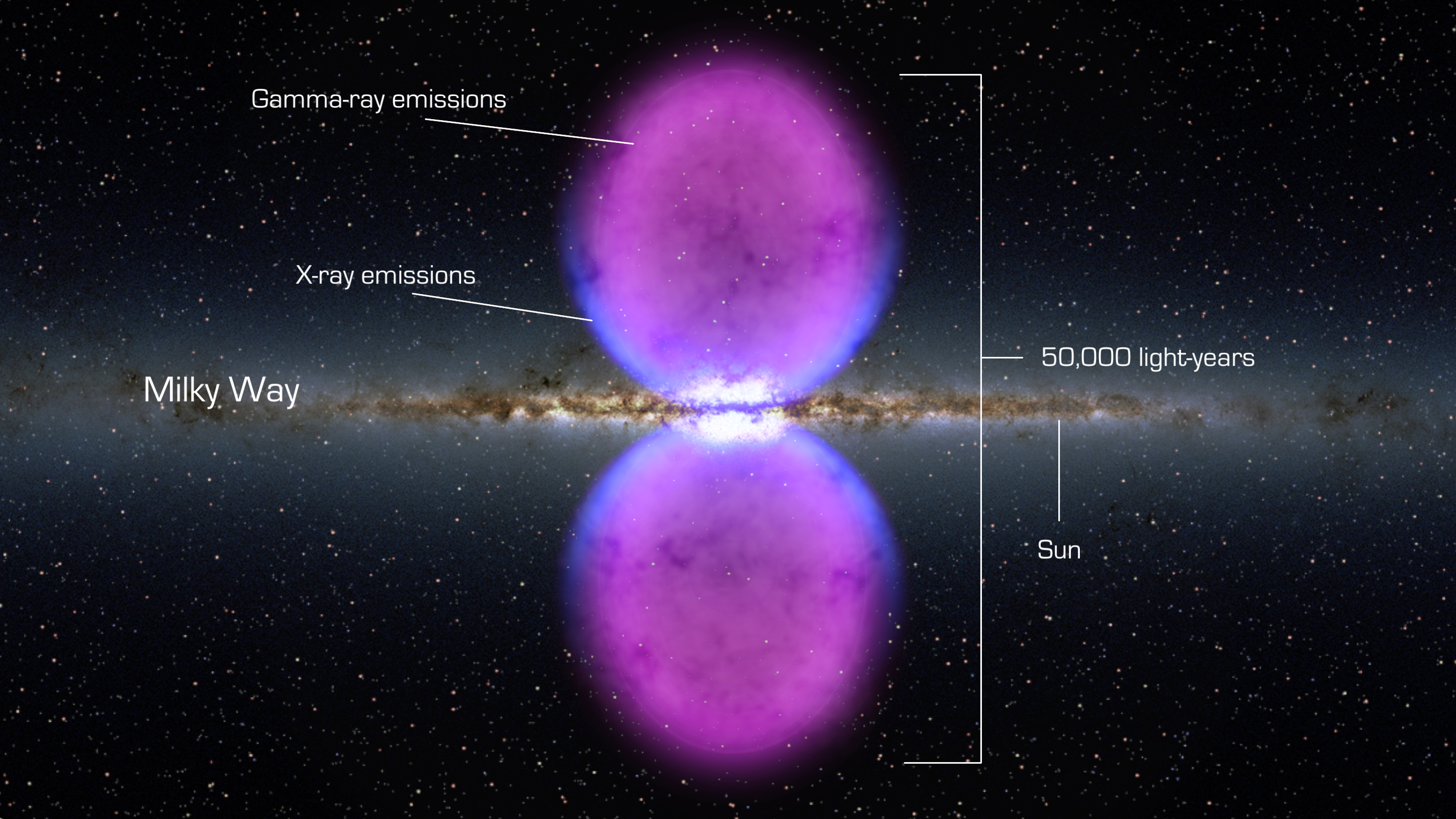
Artistic diagram of the two gigantic X-ray/gamma-ray bubbles of Earth's Galaxy, the Milky Way.

El LAT (acrònim de Large Area Telescope, l'instrument principal a bord de GLAST) té un camp visual i una sensibilitat superior a la d'EGRET, l'experiment que el precedí (i que va deixar d'operar fa gairebé una dècada), una comparació que millora com més gran és l'energia.
El pla d'observació habitual de GLAST serà el mode d'escombrat, al qual l'apuntat de LAT es troba desviat 35 graus des del zenit perpendicular al pla de l'òrbita; un cop per òrbita l'apuntat es mou cap al costat oposat del pla orbital (operació coneguda com a rocking). Entre el rocking i el període de ~55 dies de precessió de la mateixa òrbita, el cel s'observarà uniformement. El mode d'escombrat satisfarà la major part de les necessitats científiques. La figura mostrada a dalt a la dreta és una simulació del cel que observarà GLAST després d'un any d'escombrat: s'espera detectar diversos milers de fonts de raigs gamma amb una resolució angular sense precedents.
En un sol dia d'observacions de LAT es detectaran les fonts EGRET més febles amb un nivell de confiança de 5σ. Després d'una setmana d'observacions, GLAST haurà aconseguit el mateix nivell de sensibilitat i recobriment del cel que la dècada completa d'observacions amb EGRET, les dades del qual seran oficialment obsoletes. Aquest estat de la qüestió es representa a la figura adjunta, a on es mostra la sensibilitat com a funció del temps d'observació (de 100 segons, a 1 òrbita, a 1 dia) juntament amb el flux de diverses de les fonts de raigs gamma conegudes. Amb una vida nominal de 5 anys i una esperada de 10, GLAST està destinat a canviar la perspectiva de l'astrofisica d'altes energies al segle xxi.

## Catalunya a GLAST
GLAST és una col·laboració liderada pels USA (NASA i DOE) i amb participació d'Alemanya, Itàlia, França, Japó, Suècia, amb participació de l'Institut de Ciències de l'Espai (IEEC-CSIC, Barcelona) per a la construcció, llançament i operació d'un satèl·lit d'observació astronòmica d'altes energies.